# Oktjabrski (Archangelsk)

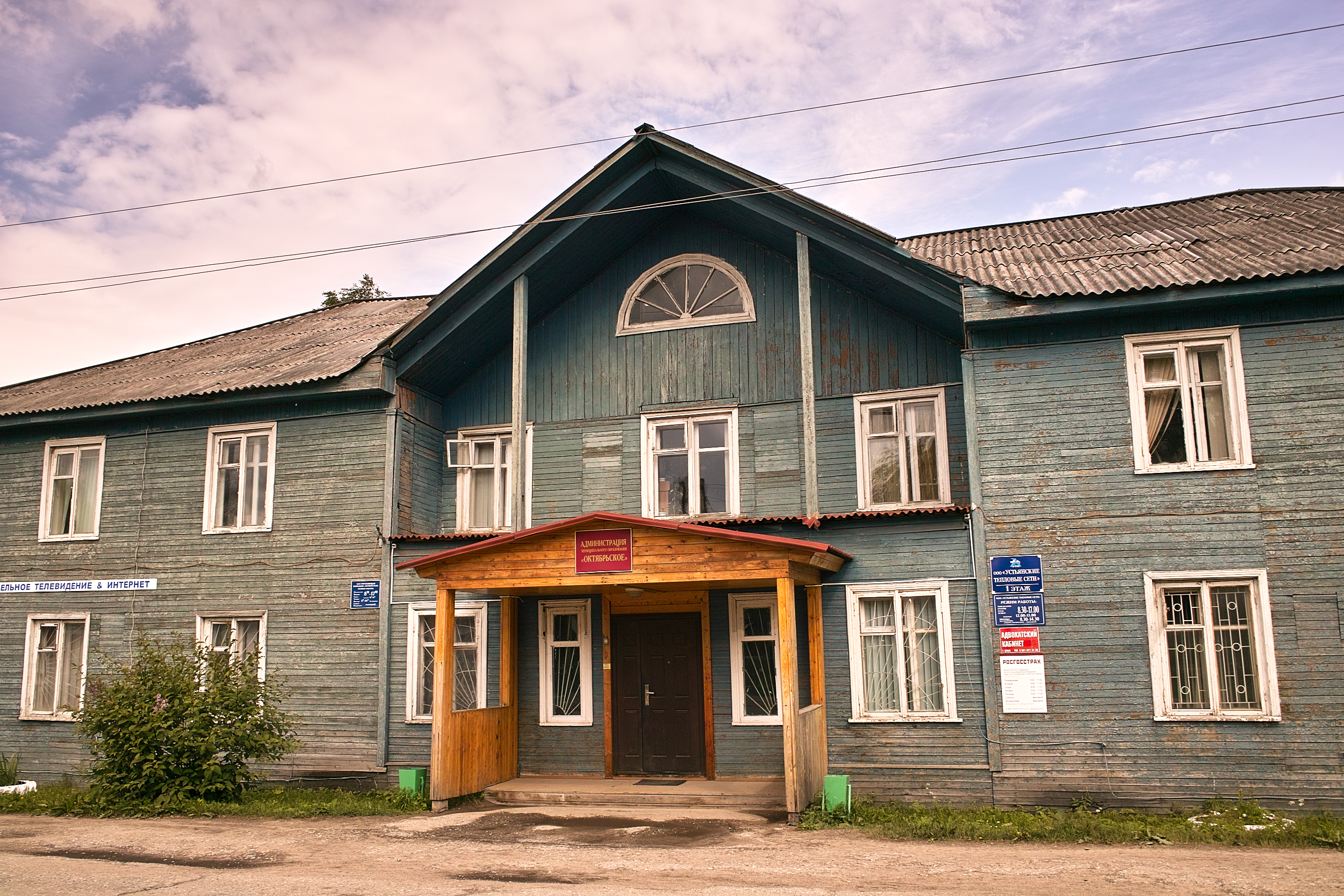
Das Verwaltungsgebäude von Oktjabrski

Oktjabrski (russisch Октябрьский) ist eine Siedlung städtischen Typs in Nordwestrussland. Sie gehört zur Oblast Archangelsk und hat 9307 Einwohner (Stand 14. Oktober 2010).

## Geographie
Oktjabrski liegt am linken Ufer der Ustja, eines rechten Nebenflusses der Waga. Die Siedlung befindet sich etwa 405 Kilometer südlich der Oblasthauptstadt Archangelsk. Die nächstgelegene Stadt ist das etwa 55 Kilometer westlich gelegene Welsk.
Die Siedlung ist Verwaltungszentrum des Rajons Ustja.

## Geschichte
Oktjabrski wurde 1950 gegründet und erhielt 1958 des Status einer Siedlung städtischen Typs.

### Einwohnerentwicklung
Die folgende Übersicht zeigt die Entwicklung der Einwohnerzahlen von Oktjabrski.
| Jahr | Einwohner |
| ---- | --------- |
| 1959 | 3.886     |
| 1970 | 6.949     |
| 1979 | 7.923     |
| 1989 | 10.169    |
| 2002 | 10.081    |
| 2010 | 9.307     |

Anmerkung: 1959–2002 Volkszählungsdaten

## Infrastruktur
Vier Kilometer südöstlich des Ortes liegt die Station Kostyljowo der im Zweiten Weltkrieg erbauten Eisenbahnstrecke Konoscha–Kotlas–Workuta (Petschora-Eisenbahn, Streckenkilometer 888 ab Moskau, 182 ab Konoscha).

## Kultur und Sehenswürdigkeiten
In Oktjabrski befindet sich das Museum des Bezirks Ustja. Direktorin des Museums ist Natalia Valentinovna Ipatova; wissenschaftlicher Mitarbeiter und Museumsführer ist Michail Michajlowitsch Abramow. Es wurde 1984 gegründet und befand sich anfangs im früheren Bezirkshauptort in Schangaly. Die Ausstellung zeigt Gegenstände aus der Lebenswelt der Ustjaner Bauern und zur Geschichte der Region.

## Söhne und Töchter des Ortes
- Konstantin Jurjewitsch Noskow (* 1978), Politiker